# Amanita muscaria var. formosa
Amanita muscaria var. formosa Pers., Observ. mycol. (Lipsiae) 2: 37 (1800) è un fungo basidiomicete, varietà dell'Amanita muscaria.

## Cappello
Di color giallo uovo o arancio chiaro, da convesso a piano; coperto da verruche bianche.

## Lamelle
Fitte e libere, bianche e con lamellule.

## Gambo
Cilindrico, bianco, liscio sopra l'anello, fibroso sotto.

## Anello
Bianco, ampio e liscio.

## Volva
Bianca, dissociata in verruche.

## Carne
Bianca e compatta.
- Odore: trascurabile;
- Sapore: trascurabile.

## Habitat
Estate-autunno, molto diffuso, specialmente boschi di latifoglie e conifere.

## Commestibilità
Velenoso come l'Amanita muscaria.